# Jorma Nortimo
Jorma Nortimo (20 de enero de 1906 – 2 de julio de 1958) fue un actor, director y guionista cinematográfico finlandés. 

## Biografía
Su verdadero nombre era Jorma Kustaa Olavi Nieminen, y nació en Helsinki, Finlandia. 
Ya en los años 1930 fue director del teatro de aficionados Ylioppilasteatteri. Más adelante, a partir de 1946 y hasta 1958, fue director del recién creado Kaupunginteatteri de Turku.
Nortimo inició su carrera en el cine como actor en 1936, trabajando para la productora Suomen Filmiteollisuudessa, actuando en un total de más de 30 películas. Como director, a principios de los años 1950 trabajó en producciones del género rillumarei, entre ellas Rovaniemen markkinoilla (1951), Lännen lokarin veli (1952) y Muhoksen Mimmi (1952). Dirigió su última cinta en 1957, Pikku Ilona ja hänen karitsansa, escrita por Mika Waltari.
Jorma Nortimo falleció en Helsinki en el año 1958. Era tío de la actriz Tuire Orri.

## Filmografía (selección)
- 1936 : Pohjalaisia (actor)
- 1937 : Lapatossu (actor)
- 1938 : Syyllisiäkö? (director)
- 1942 : Synnin puumerkki (director)
- 1944 : Kuollut mies vihastuu (director y actor)
- 1950 : Katarina kaunis leski (actor)
- 1951 : Rovaniemen markkinoilla (director y actor)
- 1957 : Pikku Ilona ja hänen karitsansa (director)